# Oliveira do Hospital
Oliveira do Hospital este un oraș în Districtul Coimbra, Portugalia.